# Dobrzyniewo Duże (gemeente)
De gemeente Dobrzyniewo Duże (tot 2001 Dobrzyniewo Kościelne is een landgemeente in het Poolse woiwodschap Podlachië, in powiat Białostocki.
Sinds 2002 is de zetel van de gemeente in Dobrzyniewo Duże (daarvoor Dobrzyniewo Kościelne).
Op 30 juni 2004 telde de gemeente 7836 inwoners.

## Oppervlakte gegevens
In 2002 bedroeg de totale oppervlakte van gemeente Dobrzyniewo Duże 160,67 km², waarvan:
- agrarisch gebied: 57%
- bossen: 36%

De gemeente beslaat 5,38% van de totale oppervlakte van de powiat.

## Demografie
Stand op 30 juni 2004:
| Omschrijving                   | Totaal | Totaal | Vrouwen | Vrouwen | Mannen | Mannen |
| ------------------------------ | ------ | ------ | ------- | ------- | ------ | ------ |
| eenheid                        | aantal | %      | aantal  | %       | aantal | %      |
| inwoners                       | 7836   | 100    | 3909    | 49,9    | 3927   | 50,1   |
| bevolkingsdichtheid (inw./km²) | 48,8   | 48,8   | 24,3    | 24,3    | 24,4   | 24,4   |

In 2002 bedroeg het gemiddelde inkomen per inwoner 1133,3 zł.

## Plaatsen
Bohdan, Borsukówka, Chraboły, Dobrzyniewo Duże, Dobrzyniewo Fabryczne, Dobrzyniewo Kościelne, Fasty, Gniła, Jaworówka, Kobuzie, Kopisk, Kozińce, Krynice, Kulikówka, Leńce, Letniki, Nowe Aleksandrowo, Nowosiółki, Obrubniki, Ogrodniki, Podleńce, Pogorzałki, Ponikła, Rybaki, Szaciły, Zalesie.

## Aangrenzende gemeenten
Białystok, Choroszcz, Czarna Białostocka, Knyszyn, Krypno, Tykocin, Wasilków
- Virtual International Authority File: 4458150869803522190000